# Lisurid
Lisuridul sau lisurida este un medicament derivat de izo-ergolină ce prezintă mai multe indicații terapeutice. Căile de administrare disponibile sunt orală și subcutanată. Este un agonist al receptorilor dopamiergici de tipul D2.

## Utilizări medicale
Lisuridul este utilizat în tratamentul hiperprolactinemiei, prolactinoamelor, în migrenă și în boala Parkinson.